# 헤르메스 트리스메기스투스

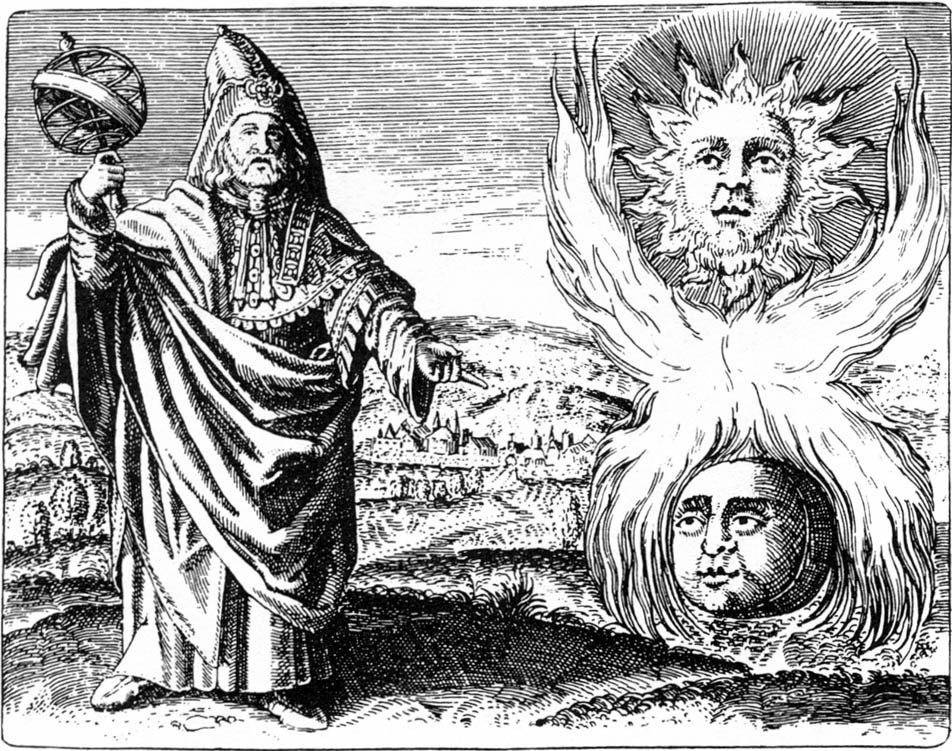
헤르메스 트리스메기스투스: 우주 전체의 지혜의 세 부문을 상징하는 태양달별(천구의)이 들어 있는 것을 볼 수 있다

헤르메스 트리스메기스투스(그리스어: Ἑρμῆς ὁ Τρισμέγιστος, 라틴어: Mercurius ter Maximus, 영어: Hermes Trismegistus)는 그리스의 신 헤르메스와 이집트의 신 토트가 혼합주의로 결합되어 형성된 신 또는 반신(半神)적인 존재이다. 헤르메스 트리스메기스투스의 문자 그대로의 의미는 '세 번 위대한 헤르메스(thrice-great Hermes)'이다. '세 번 위대하다'는 것은 《에메랄드 타블레트(Emerald Tablet)》에 나오는 진술에서 유래한 것으로, 헤르메스 트리스메기스투스가 우주 전체의 지혜의 세 부문을 완전히 알고 있다는 것을 의미한다. 이 세 부문은 연금술 · 점성술 · 신성 마법(Theurgy · 백마술 · White Magic)이다.
헬레니즘 이집트(B.C. 305-30) 시대에 그리스인들은 자신들의 신인 헤르메스와 이집트의 신인 토트 사이에 일치점이 있음을 발견하였으며, 이에 따라 두 신을 결합하여 하나의 신으로 예배하게 되었다. 이 두 신들은 케메누에 있던 토트 신전에서 하나의 신으로 예배되었는데, 그리스인들은 케메누를 헤르모폴리스라고 불렀다.
서양의 밀교 전통 중 하나인 헤르메스주의에 따르면, 헤르메스 트리스메기스투스는 혼합주의가 널리 행해졌던 헬레니즘 이집트 시대와 기원후 1-3세기에 주로 성립된 헤르메스주의 문헌의 저자인 것으로 가정되고 되고 있다. 이 문헌들은 르네상스 시대에 이탈리아 학자들에 의해 집성되어 《코르푸스 헤르메티쿰》이라는 책으로 편찬되었다.

## 같이 보기
- 헤르메스 (Hermes)
- 토트 (Thoth)
- 연금술 (Alchemy)
- 점성술 (Astrology)
- 신성 마법 (Theurgy)
- 헤르메스주의 (Hermeticism)
- 헤르메스주의 문헌 (Hermetica)
- 서양의 밀교 (Western esotericism)

## 참고 문헌
- Scully, Nicki (2003). 《Alchemical Healing: A Guide to Spiritual, Physical, and Transformational Medicine》 (영어). Rochester: Bear & Company.